# Alfonso Garulli
Alfonso Garulli (Bolonya, 2 de desembre de 1866 - Trieste, 22 de maig de 1915) fou un tenor italià. Va actuar diverses temporades al Gran Teatre del Liceu de Barcelona.
Després de treballar com a empleat bancari, va debutar a Milà amb la companyia d'opereta de Bergonzoni. Va fer el seu debut operístic a Ravenna el 1881 com a Rambaldo (Rambaud) en Robert le diable. Va passar a la Companyia Gargano, però va fracassar a Nàpols. Posteriorment, va realitzar una gira per Grècia amb una companyia napolitana, on va contraure el tifus i va estar hospitalitzat a Atenes gairebé dos mesos. Després d'iniciar-se com a comprimari, va aconseguir grans èxits cantant els papers principals en teatres de renom arreu d'Itàlia: Treviso, Verona, Acireale, Cremona, Torí (Teatro Vittorio Emanuele), San Remo, Milà (Teatro Manzoni), Trieste (Politeama Rossetti), Nàpols (San Carlo), Rovereto, Florència (Teatro Pagliano), Londres (Covent Garden), Alessandria, Pàdua (Teatro Verdi), Savona, Milà (Teatro Carcano, on va conèixer la seva esposa Ernestina Bendazzi), Roma i, finalment, el 1887, va debutar a La Scala de Milà amb les òperes Flora Mirabilis i Pescatori di perle.
El repertori de Garulli era ampli, com el de molts tenors de la seva època: incloïa obres com Carmen, Tannhäuser, La traviata i les noves obres veristes. Va col·laborar amb el compositor Giordano, amb l'objectiu que fos ell qui estrenés el paper d'Andrea Chénier; però Garulli va caure malalt en el darrer moment, i el paper va ser interpretat per Borgatti.
Va cantar diverses temporades al Gran Teatre del Liceu de Barcelona.
Va passar moltes nits d'actuació al costat d'Ernestina Bendazzi en destacats teatres d'Europa i Amèrica. El 1903 va decidir retirar-se de l'escena, dedicant-se només a recitals fins al 1907, quan la seva veu es va veure afectada per diverses malalties. A partir d'aquell moment, es va establir a Trieste, on, juntament amb la seva esposa, va obrir una reconeguda escola de cant.